# THE★米騒動
THE★米騒動（ザ・こめそうどう）は日本のロックバンド。

## メンバー
石田愛実
ギター、ボーカル担当。
小学生の頃はASIAN KUNG-FU GENERATIONやBUMP OF CHICKENを、中学に入ってメディアにあまり露出しないバンドも知るようになってからは9mm Parabellum Bulletや凛として時雨を好んで聴くようになり、高校に入ってこのバンドで最初にやったコピーも凛として時雨だった。『十九歳でぜんぶ終わる』『輝かしい未来へ』ではアートワークも担当。
沖田笙子
ベース、ボーカル担当。
音楽は高校の軽音楽部の部活動から始めた。ベースを始めたのは、中学校を卒業する間際にギターをやろうと思いながらなぜかベースを買ってきたのがきっかけ。
坂本タイキ
ドラムス担当。
高校時代にもうひとつ組んでいたバンドは「ディープ・パープル超好き」というようなヘヴィメタルやハードロックのバンドだった。
2015年、踊ってばかりの国に加入。

## 略歴
- 2008年（平成20年）北海道札幌平岸高等学校の軽音楽部にて結成[1]。
- 2010年（平成22年）閃光ライオットに出場、グランプリを獲得。
- 2011年（平成23年）「くるりと対バンライオット」でくるりと競演。同年6月15日、ミニアルバム『どうでもいい芸術』でインディーズデビュー。
- 2014年（平成26年）5月14日にラストアルバムとなる『輝かしい未来へ』をリリース後、無期限活動休止することを発表[3]。

## バンド名の由来
バンド名は「名前負けしないようなダサい名前にしたい」との意向によるもの。候補として百姓一揆やええじゃないか等もあったが、米騒動が「一番ダサい」という理由で採用され、"THE"と"★"を付けたら更にダサくなったという。

## 音楽性
変拍子などトリッキーな曲展開が多いが、本人達は意識して作っておらず、「自然にそうなってしまうことが多い」とのこと。

## ミュージックビデオ
| 監督     | 曲名         |
| -------- | ------------ |
| 小嶋貴之 | 「Hys」      |
| 斉藤洋平 | 「十九歳」   |
| 白石晃士 | 「コケット」 |

## 主なライブ

### ワンマンライブ・主催イベント
- 2011年04月17日-06月17日（公演） - THE★米騒動 ライヴ
w/The SALOVERS/Addiction/雨先案内人/MEAT EATERS/未完成vs新世界/KETTLES/the coridras/和知里/小林よしとも（ex.Guild）/末期症状/Funny bone/サジカゲン/Chima/4points/仙北谷春菜/本棚のモヨコ/終わりのないカルテット/STAn/6eyes/Qomolangma Tomato/［Champagne］/avengers in sci-fi
- 2012年09月16日-10月04日（4公演） - THE☆米騒動 presents｢脱法ツアー」
w/HINTO
- 2013年03月27日-3月28日 - ヒカリノミナモト -2nd edition- vol.5 × <クレアおばさんのシャンディガフツアー>
w/THE NAMPA BOYS/GRIKO
- 2013年06月15日 - THE米騒動 presents「出し抜けのツーマン2013 ～耳から指揮棒突っ込んで奥歯でビート刻ませたろか～」
w/撃鉄
- 2014年5月30日 - THE☆米騒動 無期限活動休止記念アルバム「輝かしい未来へ」リリース・ライブ(仮)
w/tricot

### 出演イベント
- 2010年09月25日 - LIVE H
- 2011年01月19日 - SCHOOL OF LOCK! presents くるりと対バンライオット!3DAYS!
- 2011年06月05日 - ［Champagne］ tour 2011 I Wanna Go To Hawaii. ～いや、総長マジで～
- 2011年07月14日 - スペースシャワー列伝 ～第八十五巻　三面鏡（さんめんきょう）の宴～
- 2011年08月06日 - ROCK IN JAPAN FESTIVAL 2011
- 2011年08月13日 - RISING SUN ROCK FESTIVAL 2011 in EZO
- 2011年08月26日,09月02日 - SuiseiNoboAz 2nd album "THE (OVERUSED) END OF THE WORLD and I MISS YOU MUH-FUH" release tour THE END OF THE WORLD v.s. ビニールぶくろ
- 2011年10月14日 - MINAMI WHEEL 2011
- 2011年11月12日 - VELTPUNCH「Our strange fighting tour」
- 2011年12月31日 - COUNTDOWN JAPAN 11/12
- 2012年03月20日 - SANUKI ROCK COLOSSEUM～BUSTA CUP 3rd round～
- 2012年04月09日 - キューンレコード20周年記念イベント『キューン20 イヤーズ&デイズ』
- 2012年05月26日 - OTODAMA'11-'12～ヤングライオン編～
- 2012年07月14日 - FPP LIVE GO!NEXT9
- 2012年07月29日 - GIRLS' FACTORY 12
- 2012年08月10日 - RISING SUN ROCK FESTIVAL 2012 in EZO
- 2012年08月14日 - UKFC on the Road 2012
- 2012年09月15日 - Yuya Tsuji Presents ETERNAL ROCK CITY.2012
- 2012年09月16日 - GLICO LIVE"NEXT"
- 2012年09月22日 - AOMORI ROCK FESTIVAL '12 ～夏の魔物～
- 2012年10月14日 - MINAMI WHEEL 2012
- 2012年10月27日 - LOSTAGE presents [生活 2012]
- 2012年11月18日 - SuiseiNoboAz LIVE DVD発売記念「実写ツアー」
- 2012年12月16日 - FPP LIVE GO! NEXT YEAR!!
- 2012年12月20日 - 0.8秒と衝撃。対バン企画「ぎゃんぎゃんする日。」
- 2013年02月09日 - paionia presents 「第三回 魂とヘルシー」
- 2013年02月10日 - 閃光ライオット 感謝祭!!第2弾
- 2013年03月18日 - ATF+BEA presents「春のBEAAT IT !!! 2013」
- 2013年03月20日 - SANUKI ROCK COLOSSEUM ～BUSTA　CUP ４th round～
- 2013年03月28日 - the cabs 1st full album 「再生の風景」release tour“楽園の君”
- 2013年04月20日 - オワリカラ presents スペイン坂ロックフェスティバル「渋谷モンパルナス」
- 2013年04月21日 - Livemasters CHOICE×HighApps
- 2013年06月09日 - SAKAE SP-RING 2013
- 2013年06月22日 - cinema staff 【僕たちの秘法】tour
- 2013年08月22日 - UKFC on the Road 2013
- 2013年09月07日 - BAYCAMP 2013
- 2013年09月18日 - KEN SOUTH ROCK『BREAK THE WALLS JAPAN TOUR』
- 2013年09月23日 - SuiseiNoboAz 3rd album "ubik" release tour "NOISE of BLUE-GREEN"
- 2013年11月01日,04日,16日,17日 - Livemasters Inc. presents "CHOICE GO AROUND"
- 2014年02月21日 - 本棚のモヨコTOUR2014 とっても！安心ツアー
- 2014年03月20日 - セカイイチとFoZZtone「バンドマンは愛を叫ぶ」レコ発ツアー
- 2014年03月22日 - MUSIC CUBE 14
- 2014年04月06日 - Yuya Tsuji Presents ETERNAL ROCK CITY.2014
- 2014年04月21日 - オワリカラNewアルバム 「サイハテ・ソングス」リリースツアー『 from TOKYO to SAIHATE 』